# Никита Соколов
Никита Петрович Соколов е руски изследовател, химик и минералог, академик от Руската академия на науките (1784).

## Произход
Роден е през 1748 година в Крутец, Руска империя. Завършва академическата гимназия в Петербург.

## Изследователска дейност (1770 – 1773)
Участва в експедицията на Петер Симон Палас. През пролетта на 1770 г. самостоятелно от Палас се спуска по река Урал до 48° с.ш., от там, по един от ръкавите на реката, се добира до соленото езеро Жалтир и продължава на югозапад до 50° и.д., завива на североизток и покрай брега достига до Атирау (Гурев), като на 100 km на изток от него изследва редица солончаци. По този начин Соколов става първият изследовател на източната част на Прикаспийската низина. Доставя 14 нови вида безгръбначни и голяма ентомоложка колекция. В средата на октомври, възползвайки се от топлото време, изследва редица езера, разположени между реките Миас, Уй и Тобол.
През юли и август 1771 г. открива в западната част на Алтай Тигирецкия хребет (2299 m) и източно от него – Коргонския хребет (2488 m).
В края на май 1772 г. от езерото Барун-Торей (50°00′ с. ш. 115°30′ и. д. / 50° с. ш. 115.5° и. д.), след като се разделя с Палас, тръгва на североизток и достига до река Аргун на 120º и.д. и се изкачва по нея до големия ѝ завой на 118º и.д., недалеч от езерото Далайнор. След това продължава на запад и през юли се изкачва по река Онон до устието на левия ѝ приток река Кира (112º 19' и.д.). Успява да се изкачи на връх Сохондо (2499 m, 49°44′ с. ш. 111°05′ и. д. / 49.733333° с. ш. 111.083333° и. д.) и от там достига на югозапад до изворите на река Онон. Изкачва се по река Ашинга (ляв приток на Онон) до изворите ѝ (под връх Кумилски Голец, 2343 m), продължава на запад, пресича няколко притока на река Чикой и на 108° и.д. достига до река Чикой. По този начин Соколов завършва първото изследване на планинския район в пограничната полоса на протежение повече от 1200 km.
През пролетта на 1773 г., по нареждане на Палас, Соколов тръгва от Царицин (Волгоград) право на юг по голата, суха и осеяна с пресъхващи езера степ. Изследва източните склонове на възвишението Ергени (221 m), като го проследява по цялата му дължина (около 350 km). Достига на запад до река Калаус (десен приток на Източен Манич) и от там, покрай източните склонове на Ставрополското възвишение, на юг до река Кума.